# Libelloides longicornis
Libelloides longicornis là một loài côn trùng trong họ Ascalaphidae thuộc bộ Neuroptera. Loài này được Linnaeus miêu tả năm 1764.